# Ebadon
Ebadon (auch: Ebaten Island) ist eine Insel des Kwajalein-Atolls in der Ralik-Kette im ozeanischen Staat der Marshallinseln (RMI).

## Geographie
Das Motu ist die westlichste Insel des Atolls bei Mejatto. Der gleichnamige Ort liegt am Ostende der Insel. Am Westende gab es früher ein Flugfeld.

## Klima
Das Klima ist tropisch heiß, wird jedoch von ständig wehenden Winden gemäßigt. Ebenso wie die anderen Orte der Kwajalein-Gruppe wird Ebadon gelegentlich von Zyklonen heimgesucht.